# Raya (Delima)
Raya is een bestuurslaag in het regentschap Pidie van de provincie Atjeh, Indonesië. Raya telt 496 inwoners (volkstelling 2010).